# Tfo
tfo（ティー・エフ・オー）はアメリカ合衆国のDJ、ミュージシャン、作曲家、音楽プロデューサーであるTimothy O'Keefe (ティモシー·オーキーフ）のソロ音楽活動名義。現在はニューヨーク市を拠点に活動している。表記名は、<tfo>もしくはtfo. 

## 略歴
アンビエント、インディー、エレクトリック、メロディアスなレトロポップ・サウンドをミックスしたコンテンポラリーなサウンドが特徴。
近年は、アメリカ人俳優／アーティストである James Franco（ジェームズ・フランコ）をフィーチャーした作品が多い。2013年にはカンヌ映画祭でプレミア上映された、ジェームズ・フランコの監督作品 "As I Lay Dying" に楽曲を提供。これ以外にも、"Endless Idaho"(2011)、"The Sound and the Fury"(2014)、など同監督作品の音楽を手がけている。
2011年にはジェームズ・フランコと二人でバンドDaddy を結成。翌年秋にシングル "Love In The Old Days"のリミックスEPを収録したファースト・アルバム "MotorCity" をリリース。モータウンの伝説的アーティストSmokey Robinson(スモーキー・ロビンソン）とのコラボレーション曲を収録したこのアルバムは、各メディアから好評を得た。
また、アーティストやパフォーマーとしての活動のみならず、ロードアイランド州プロヴィデンスのミュージック＆アートフェスティバル The Indie Arts Festなどのイベントを通して、アメリカ東海岸における音楽文化の向上にも尽力している。

## ディスコグラフィー
アルバム

"Surface_Sounds” (2003)

“the Grand Strategy Ⅰ” (2010)

"Soundscapes" (2012)

"The Sound and the Fury(Official Sound Track)" (2014)